# Sabrina Ionescu
Sabrina Ionescu (Walnut Creek, Califòrnia, 6 de desembre de 1997) és una jugadora de bàsquet estatunidenca d'ascendència romanesa que pertany a la plantilla dels New York Liberty de la WNBA.
Exjugadora de la Universitat d'Oregon, ha liderat la NCAA en triples-dobles al llarg d'una carrera i és l'única dona de la primera divisió de la lliga universitària que ha aconseguir més de 2000 punts, 1000 rebots i 1000 assistències. A més a més, en l'edició del 2024 es convertí en la primera dona basquetbolista en disputar —i gairebé guanyar— una final de l'All-Star contra un home en la competició de llançament de triples amb les mateixes normes de competició.

## Trajectòria esportiva

### Universitat
Va jugar quatre temporades amb les Ducks de la Universitat d'Oregon, en les quals va fer una mitjana de 18,0 punts, 7,7 assistencias, 7,3 rebots i 1,5 robatoris de pilota per partit.

### Professional
El 17 d'abril de 2020, va ser triada en la primera posició del Draft de la WNBA per New York Liberty. En el debut, el 25 de juliol davant Seattle Storm, va fer 12 punts, 6 rebots i 4 assistències, amb una mala selecció de tir (4 de 17 amb 0 de 8 en triples), en un partit que finalitzà en derrota per 87-71.
L'1 d'agost de 2020, Ionescu es va lesionar el turmell esquerre en el segon quart davant les Atlanta Dream. Li van diagnosticar l'endemà un esquinç de grau 3 i s'esperava que tardara un mes en recuperar-se, encara que finalment es va perdre la resta de la temporada, disputant tan sols tres partits en els quals va fer una mitjana de 18,3 punts, 4,7 rebots i 4,0 assistències.
El gener de 2024, el millor llançador de triples de tots els temps, Stephen Curry, la reptà a un duel a l'All-Star d'aquell any seguint el debat periodístic estatunidenc sobre qui era el millor llançador de triples durant aquell període. Ionescu, que poc temps abans havia encertat 37 de 40 punts en la competició de triples de la WNBA, acceptà el desafiament; el 18 de febrer d'aquell any s'enfrontaren en l'espectacle a Indianapolis, el primer d'un home contra una dona en la final d'aquesta modalitat dels All-Star i en què Ionescu emprà les mateixes distàncies i temps que les normes masculines (excepte la mida de la pilota). Curry acabà vencent-la per només tres punts de diferència, en un duel ajustat de 29-26 que suposà un canvi en la història d'aquests enfrontaments.